# National Health Service

Logo National Health Service w Anglii. Jest ono również używane nieoficjalnie poza nią.

National Health Service (NHS) – wspólna nazwa dla trzech z czterech systemów służby zdrowia w Wielkiej Brytanii, finansowanych ze środków publicznych. Są one utrzymywane głównie dzięki wpływom z podatków, w mniejszym zakresie z polis zdrowotnych. Budżet angielskiej NHS w roku 2012-2013 wynosił 108,9 miliarda funtów. NHS świadczy pełny zakres usług medycznych, przy czym zdecydowana większość z nich jest wolna od opłat dla wszystkich, którzy mają status rezydenta Wielkiej Brytanii. 
Jedynie angielska NHS jest oficjalnie nazywana National Health Service, dla pozostałych są stosowane nazwy NHS Scotland (Szkocja) i NHS Wales (Walia). Dla oznaczenia Health and Social Care in Northern Ireland (Służby Zdrowia i Opieki Społecznej w Irlandii Północnej) dużo częściej stosowany jest skrót HSC, rzadziej – NHS. 
Każdy z systemów działa niezależnie i odpowiada politycznie przed właściwym rządem, odpowiednio: Rządem Szkocji, Rządem Walii, Władzą Wykonawczą Irlandii Północnej oraz Rządem Wielkiej Brytanii. 
National Health Service (trzy wyżej wymienione systemy służby zdrowia) jest piątym pod względem wielkości pracodawcą na świecie, zatrudniając około 1,7 mln ludzi.